# Мэллори, Стивен
Стивен Рассел Мэллори (англ. Stephen Russell Mallory; ок. 1813, Тринидад, Британская Вест-Индия — 9 ноября 1873, Пенсакола, Флорида) — сенатор США от Флориды (1851—1861), министр военно-морских сил Конфедерации (1861—1865).

## Биография
Стивен Рассел Мэллори родился на британском Тринидаде в 1812 или 1813 году (по мнению большинства исследователей — около 1813). Мать — этническая ирландка Элен Рассел, уроженка Тринидада. Отец — Чарльз Мэллори из Реддинга (штат Коннектикут). Родители поженились на Тринидаде около 1808 года. Т. о., Стивен не был уроженцем США, но унаследовал американское гражданство по отцу. Точные даты рождения Мэллори и брака его родителей остаются неизвестными, поскольку до 1848 года на острове Тринидад не осуществлялась официальная регистрация подобных событий. Учился в иезуитском колледже в Спрингхилле неподалёку от Мобила (Алабама), впоследствии изучал право в конторе адвоката Вильяма Марвина (William Marvin). Марвин был крупным специалистом в области морского права, и юному Мэллори довелось неоднократно помогать ему в разборе морских казусов. 
В 1839 году (примерно) Стивен Мэллори был принят в коллегию адвокатов Флориды. Во время Второй Семинольской войны 1835—1842 года служил в качестве добровольца в армии, а по её окончании был судьёй во Флориде и таможенным чиновником в Ки-Уэст.
В 1851 году Мэллори был избран от Демократической партии в Сенат, а в 1857 году переизбран. В общей сложности являлся сенатором от Флориды с 4 марта 1851 по 21 января 1861 года, когда сдал мандат по собственной инициативе (4 марта 1861 года его место официально было объявлено вакантным). В составе 33-го Конгресса Мэллори возглавлял Комитет по печати, впоследствии — Комитет по военно-морским делам.
21 февраля 1861 года Временный конгресс Конфедеративных штатов Америки принял решение о формировании военно-морских сил и вскоре временный президент Дэвис предложил кандидатуру Стивена Мэллори на должность военно-морского министра. Сенат Конфедерации утвердил его назначение 18 марта 1861 года. С началом Гражданской войны перед Конфедерацией остро встал вопрос эффективного противостояния Северу на море. Получив определённый опыт в Комитете по военно-морским делам, Мэллори понял необходимость создания нового класса кораблей, способных нивелировать численное превосходство противника. Он стал инициатором строительства броненосного флота, начало которому было положено на военно-морской верфи Госпорт (ныне — Norfolk Naval Shipyard) в Портсмуте (Виргиния), сожжённой и брошенной федеральными силами 20 апреля 1861 года. Первым представителем нового класса стал броненосец Virginia, построенный на базе американского парового фрегата Merrimack. Ответственным за осуществление программы строительства броненосцев Мэллори в июне 1861 года назначил Джона Брука, который занимался также внедрением другого новшества, призванного обеспечить Конфедерации преимущество в морской войне — производство нарезных корабельных орудий. В то же время, Мэллори отправил в Европу морских агентов Джеймса Баллока и лейтенанта Джеймса Норта. Первый из них получил задачу приобрести в кратчайшие сроки корабли и вооружение для прорыва морской блокады, установленной Севером (Blockade runners of the American Civil War), а второй — закупить готовые броненосцы или заказать их постройку. По всей видимости, Норт с задачей не справился, а Баллок, прибыв в июне 1861 года в Великобританию, к августу уже разместил на британских верфях заказы на два корабля, которые впоследствии стали крейсерами Конфедерации Florida и Alabama. В общей сложности агенты Конфедерации заказали в Европе строительство 18 кораблей, контракты на 11 других кораблей либо были аннулированы правительствами Великобритании и Франции, либо не были выполнены до конца войны.
8 марта 1862 года состоялось боевое крещение «первенца» Мэллори — битва на Хэмптонском рейде, когда Virginia, потопив в начале боя два деревянных корабля, в последовавшем столкновении с броненосцем северян Monitor не добился решительной победы. В общей сложности в течение войны Юг сумел построить 12 аналогичных кораблей, но Север значительно перекрыл эти показатели, спустив на воду 68 броненосцев, что предопределило поражение Конфедерации на море, как и на суше. После падения Ричмонда Мэллори бежал вместе с президентом Дэвисом, но был схвачен властями США и содержался в форте Лафайет (Fort Lafayette), штат Нью-Йорк. В марте 1866 года он обратился с прошением о помиловании к президенту США Джонсону и в июле того же года был освобождён. Мэллори вернулся во Флориду и возобновил свою адвокатскую практику. Умер 9 ноября 1873 года.